# Missouri Valley
Missouri Valley város az Amerikai Egyesült Államok Iowa államában, Harrison megyében. Lakosainak száma 2678 fő (2020. április 1.).

## Népesség
A település népességének változása:

| 2010 | 2 838 |
| 2020 | 2 678 |